# مورتن أولسن

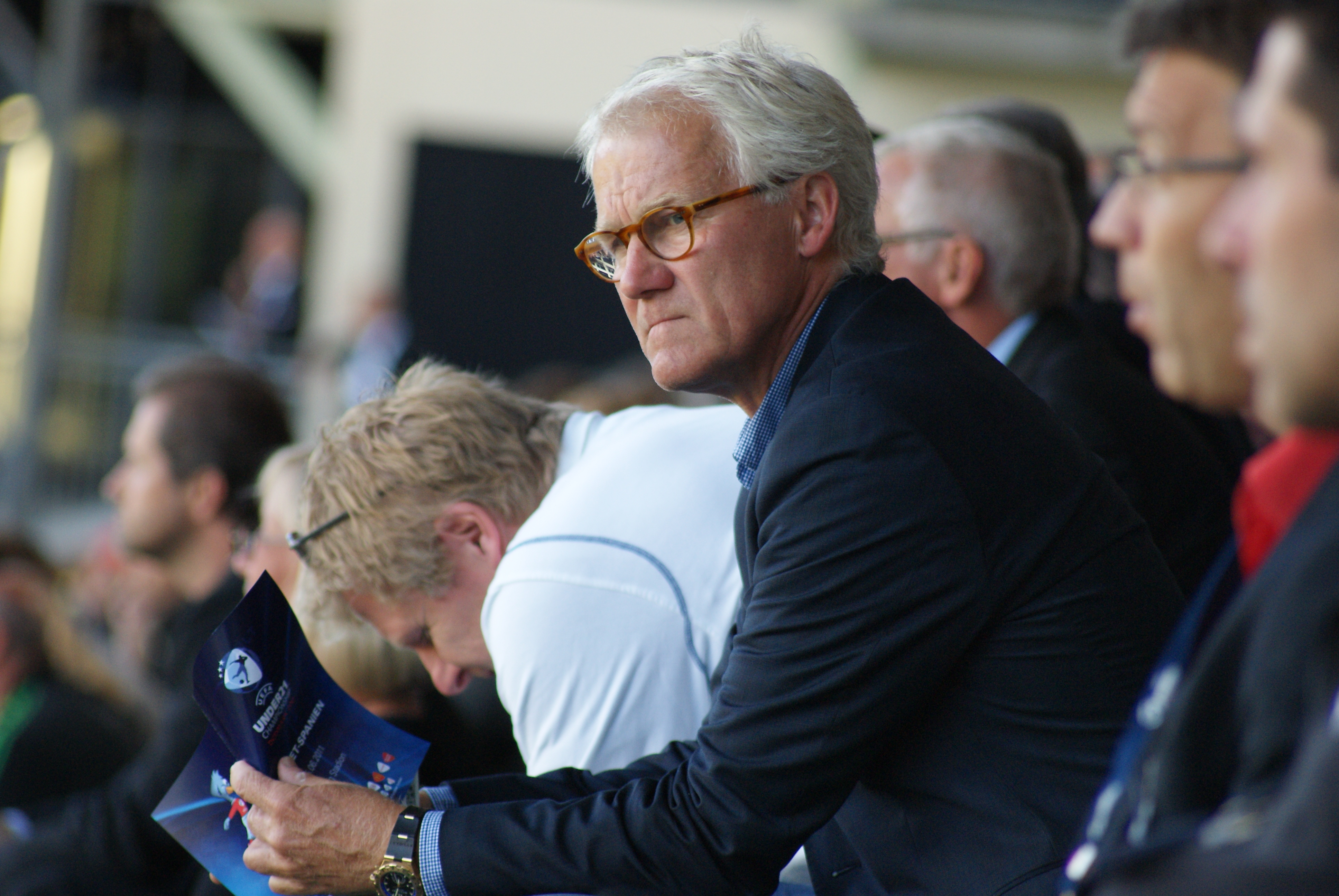
مورتن أولسن

مورتن أولسن (بالدنماركية: Morten Olsen)‏، من مواليد 14 أغسطس 1949 في فوردنغبورغ في الدنمارك، لاعب كرة قدم دنماركي سابق، ومدرب كرة قدم دنماركي حالي.
لعب مع منتخب الدنمارك لكرة القدم بين عامي 1970 و1989، وشارك معهم في 102 مباراة وسجل 4 أهداف.
يدرب منتخب الدنمارك لكرة القدم منذ عام 2000.

## روابط خارجية
- مورتن أولسن على موقع IMDb (الإنجليزية)
- مورتن أولسن على موقع الاتحاد الدولي (مؤرشف)  (الإنجليزية)
- مورتن أولسن على موقع قاعدة بيانات كرة القدم.إي يو (الإنجليزية)
- مورتن أولسن على موقع بيانات كرة القدم. دي إي (الألمانية)
- مورتن أولسن على موقع ناشيونال فوتبول تيمز (الإنجليزية)
- مورتن أولسن على موقع عالم كرة القدم.نت (الإنجليزية)
- مورتن أولسن على موقع كووورة